# Lill-Tjickuträsket
Lill-Tjickuträsket är en sjö i Storumans kommun i Lappland och ingår i Umeälvens huvudavrinningsområde. Sjön har en area på 0,149 kvadratkilometer och ligger 267,1 meter över havet. Sjön avvattnas av vattendraget Tjickuträskbäcken.

## Delavrinningsområde
Lill-Tjickuträsket ingår i det delavrinningsområde (721036-158845) som SMHI kallar för Utloppet av Lill-Tjickuträsket. Medelhöjden är 274 meter över havet och ytan är 0,55 kvadratkilometer. Räknas de 3 avrinningsområdena uppströms in blir den ackumulerade arean 17,27 kvadratkilometer. Tjickuträskbäcken som avvattnar avrinningsområdet har biflödesordning 3, vilket innebär att vattnet flödar genom totalt 3 vattendrag innan det når havet efter 219 kilometer. Avrinningsområdet består mestadels av skog (73 procent). Avrinningsområdet har 0,15 kvadratkilometer vattenytor vilket ger det en sjöprocent på 27,2 procent.